# Квирнбах (Вестервальд)
Квирнбах (нем. Quirnbach) — община в Германии, в земле Рейнланд-Пфальц.
Входит в состав района Вестервальд. Подчиняется управлению Зельтерс (Вестервальд). Население составляет 526 человек (на 31 декабря 2010 года). Занимает площадь 3,08 км².